# Grenville (Dacota do Sul)
Grenville é uma cidade  localizada no estado norte-americano de Dacota do Sul, no Condado de Day.

## Demografia
Segundo o censo norte-americano de 2000, a sua população era de 62 habitantes.
Em 2006, foi estimada uma população de 57, um decréscimo de 5 (-8.1%).

## Geografia
De acordo com o United States Census Bureau tem uma área de
0,6 km², dos quais 0,6 km² cobertos por terra e 0,0 km² cobertos por água.

## Localidades na vizinhança
O diagrama seguinte representa as localidades num raio de 24 km ao redor de Grenville.